# Fortunato Quispe Mendoza
Fortunato Quispe Mendoza (ur. 7 października 1934 w Cochabamba, Boliwia) – dominikański trener piłkarski. Posiada stopni naukowe w politologii, edukacji medialnej, naukach społecznych i wychowania fizycznego (futbol).

## Kariera
Ukończył naukę pierwszego stopnia w szkole Simon Bolivar i drugiego stopnia w National Simon Bolivar College w Boliwii.
Studia uniwersyteckie zostały przeprowadzone na Uniwersytecie w San Simón w Cochabamba w Boliwii, a także na Narodowym Uniwersytecie Autonomicznym Meksyku (UNAM), na Uniwersytecie w San Juan, Puerto Rico (UPR) na Uniwersytecie Technicznym w Santo Domingo i Universidad Central Dominicana de Estudios Profesionales (UCDEP).
Quispe Mendoza przyjechał do Republiki Dominikany w burzliwych miesiącach 1965 roku, a konkretnie do 4 maja jako międzynarodowy przedstawiciel zespołu MOP pracującego w kraju.
Quispe Mendoza posiada nienagannie czysty rejestr usług w sporcie dominikańskim. To on był założycielem i pierwszym trenerem Inter-Szkolnej Piłkarskiej Ligi w 1966 roku, stworzył i był przewodniczącym Narodowej Ligi Piłkarskiej dla Dzieci i Młodzieży (1967).
W 1968 roku założył i pełnił funkcję trenera i mentora pierwszego zespołu pierwszej ligi Aurora, w którym każdy gracz był pochodzenia dominikańskiego z wybranych szkół publicznych i okolic.
Do roku 1969 założył i był pierwszym trenerem klubu Pierwszej Dywizji UASD, był odpowiedzialny za stworzenie pierwszego Dominikańskiego Związku Piłki Nożnej, w stolicy, w dniu 6 sierpnia 1970 r.
Był promotorem i założycielem kilku stowarzyszeń i klubów Dominikany, dając lekcje nauczania piłki nożnej w całym kraju.
Od 1967 do 1974 prowadził narodową reprezentację Dominikany.
Jako trener drużyny narodowej prowadził w eliminacjach do Mistrzostw Świata 1970 w Meksyku (1968), na XI Igrzyskach Ameryki Środkowej i Karaibów w Panamie (1970), na VI Igrzyskach Panamerykańskich w Cali, Kolumbia (1971); w Młodzieżowym Pucharze CONCACAF na Kubie (1972), w XII Igrzyskach Ameryki Środkowej i Karaibów w Santo Domingo (1974) oraz Młodzieżowych Mistrzostwach CONCACAF w San Juan, Puerto Rico (1976). To najbardziej znaczące wśród innych osiągnięć jako trenera.
W dniu 21 maja 2004 roku we Francji, uhonorowano go odznaką FIFA Piłkarska Osoba Stulecia, z okazji stulecia FIFA.
Fortunato Mendoza Quisque zajmuje obecnie stanowisko pierwszego wiceprezesa Federacji Piłkarskiej Republiki Dominikany.